# Šavci
Šavci (izvirno srbsko Шавци) je naselje v Srbiji, ki upravno spada pod Mesto Novi Pazar; slednja pa je del Raškega upravnega okraja.

## Demografija
V naselju živi 165 polnoletnih prebivalcev, pri čemer je njihova povprečna starost 34,3 let (34,5 pri moških in 34,1 pri ženskah). Naselje ima 64 gospodinjstev, pri čemer je povprečno število članov na gospodinjstvo 3,86.
Prebivalstvo je večinoma nehomogeno.
|  |

| Demografija | Demografija     | Demografija     |
| Leto        | Št. prebivalcev | Št. prebivalcev |
| ----------- | --------------- | --------------- |
|             |                 |                 |
|             |                 |                 |
|             |                 |                 |
|             |                 |                 |
| 1948        | 186             |                 |
| 1953        | 274             |                 |
| 1961        | 299             |                 |
| 1971        | 358             |                 |
| 1981        | 332             |                 |
| 1991        | 435             | 433             |
| 2002        | 324             | 247             |
|             |                 |                 |

| Etnična sestava po popisu iz leta 2002 | Etnična sestava po popisu iz leta 2002 | Etnična sestava po popisu iz leta 2002 | Etnična sestava po popisu iz leta 2002 | Etnična sestava po popisu iz leta 2002 |
| -------------------------------------- | -------------------------------------- | -------------------------------------- | -------------------------------------- | -------------------------------------- |
| Srbi                                   | Srbi                                   |                                        | 115                                    | 46,55%                                 |
| Bošnjaki                               | Bošnjaki                               |                                        | 102                                    | 41,29%                                 |
| Romi                                   | Romi                                   |                                        | 28                                     | 11,33%                                 |
| Neznano                                | Neznano                                |                                        | 2                                      | 0,80%                                  |